# Philonotis trichophylla
Philonotis trichophylla är en bladmossart som beskrevs av Bescherelle 1875. Philonotis trichophylla ingår i släktet källmossor, och familjen Bartramiaceae. Inga underarter finns listade i Catalogue of Life.